# Tom Butler (Radsportler)
Tom Butler (* 1878 in Halifax, Kanada; † nach 1899) war ein US-amerikanischer Bahnradsportler.

## Sportliche Laufbahn

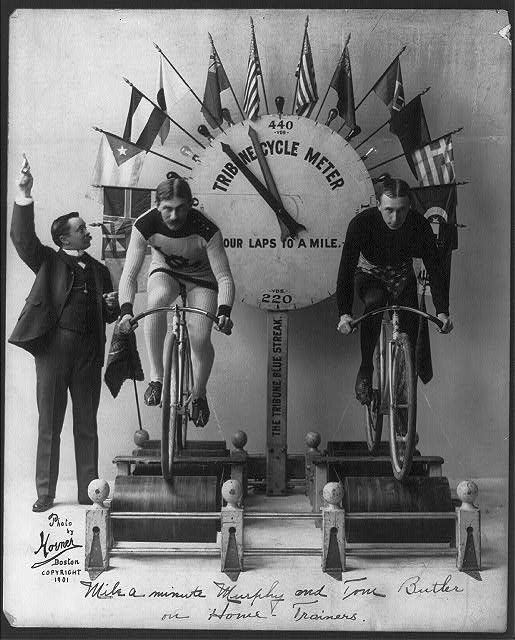
Butler (r.) mit „Mile-a-Minute Murphy“ bei einem Rennen auf Hometrainern

1898 wurde Tom Butler US-amerikanischer Meister im Sprint. Im Jahr darauf errang er bei den Bahn-Radweltmeisterschaften 1899 in Montreal die Silbermedaille im Sprint hinter Major Taylor.
Er war der jüngere Bruder der Radsportler Frank und Nat Butler aus Boston; die Butler Brothers waren gefürchtete Gegner auf der Bahn. Nat war von den dreien der erfolgreichste, der anders als diese später auch Rennen in Europa fuhr. Major Taylor, ein Afroamerikaner, hatte mit schweren Anfeindungen in Radsportkreisen auch durch die Gebrüder Butler zu kämpfen. Sie versuchten, ihn aus den Radsportverbänden zu drängen, was bedeutet hätte, dass er nicht mehr um Meisterschaftstitel hätte fahren können, und verbündeten sich in Rennen gegen ihn.
Tom Butler beendete offenbar seine Radsportlaufbahn nach 1901; über seinen weiteren Lebensweg liegen keine Informationen vor.

## Erfolge
1898
- US-amerikanischer Meister – Sprint

1899
- Weltmeisterschaft – Sprint